# Берёза железистая
Берёза желе́зистая (лат. Bétula glandulósa) — вид кустарников, относящийся к роду Берёза (Betula).
Широко распространённое растение тундровых зон Северной Америки.

## Ботаническое описание
Полегающий или восходящий кустарник до 2,5—3 м высотой с гладкой тёмно-коричневой корой. Молодые веточки густо покрыты желёзками, голые или редкоопушённые.
Листья 0,5—3 см длиной, обратнояйцевидные до почти округлых, голые, слабо клейкие, сверху тёмно-зелёные, снизу жёлто-зелёные, несколько опушённые, особенно по жилкам и при их основании, по краю городчатые почти до самого основания, в основании клиновидно суженные до почти округлых, на верхушке тупые до закруглённых. Черешки опушённые.
Серёжки прямостоячие, цилиндрические, 1—2,5 см длиной. Прицветные чешуи голые, трёхлопастные, средняя лопасть длиннее и несколько уже боковых. Крылатки с крыльями более узкими, чем срединная часть, наиболее широкие у верхушки.

## Распространение
Встречается в арктической и горной тундре Северной Америки, по болотам и берегам ручьёв, на высотах до 3400 м.

## Таксономия
Betula glandulosa Michx., Fl. bor.-amer. 2: 180 (1803).
В зонах пересечения ареалов на Аляске образует ряд переходных форм с берёзой тощей (Betula nana subsp. exilis). Типичная берёза тощая отличается от берёзы железистой округлыми листьями с усечённым или сердцевидным основанием.

### Синонимы
- Chamaebetula glandulosa (Michx.) Opiz, 1855
- Chamaebetula hookeri Opiz, 1855